# Athens Olympiske Stadion
Athens Olympiske Stadion "Spiros Ludvig" (græsk: Ολυμπιακό Στάδιο "Σπύρος Λούης", Olympiakó Stádio "Spiros Ludvig") i Athen er en del af Athens olympiske anlæg. Det har navn efter den første (moderne) olympiske vinder af maratonløbet i 1896, Spiros Ludvig.

## Historie
Det olympiske stadion ligger i Marousis-området i Athen. Det blev oprindeligt designet i 1979 og bygget 1980-1982 og var færdigt i tide til at være vært for EM i atletik 1982. Det blev indviet af den daværende græske præsident, Konstantinos Karamanlis, den 8. september 1982. Det var også vært for flere konkurrencer under Middelhavslegene 1991 og VM i atletik 1997, hvilket var med til at bevise, at det egnede sig til afholdelse af større sportsbegivenheder, efter at det ikke lykkedes Athen at blive valgt som arrangør af OL i 1996. 
Det blev omfattende renoveret i tiden op til Olympiaden i 2004, herunder forsynes med overdækning af langsiderne, designet af Santiago Calatrava. Taget nåede at blive færdigt lige før legenes åbning, og stadionet blev derefter officielt nyåbnet 30. juli 2004. Det blev brugt til atletikkonkurrrencerne og fodboldfinalen ved Sommer-OL 2004. Det var også vært for legenes åbningsceremoni den 13. august 2004 og for afslutningsceremonien den 29. august 2004. Stadionets tilskuerpladser blev reduceret til 71.030 under OL, mens det oprindeligt kunne rumme 75.000, og kun 56.700 pladser blev udbudt under bane- og kaste konkurrencerne og lidt flere til fodboldfinalen. Grønsværen består af naturligt græs lagt i modulære beholdere, som har indbygget overrislings- og dræningssystem.

## Større begivenheder
Det olympiske stadion er på forskellige tidspunkter blevet benyttet som hjemmebane af de tre større fodboldklubber i Athen-området: Olympiakos Piræus, Panathinaikos FC og AEK Athen. Rekorden for antal tilskuere er 75.263 og blev sat ved fodboldkampen mellem Olympiakos og Hamborg den 3. november 1983.
UEFA Champions League finalen 2007 afvikledes på banen den 23. maj 2007 mellem A.C. Milan og Liverpool F.C. og blev vundet af Milan 2-1. Også UEFA Champions League finalen 1994 blev vundet der af Milan, og banen har desuden lagt grønsvær til UEFA Champions League-finalen 1983 og UEFA Pokalvindernes finale 1987. 
Kunstnere, der har optrådt på stadion, omfatter blandt andre AC/DC, Bruce Springsteen & The E Street Band, Guns N' Roses, Madonna, George Michael, Pink Floyd, Robert Plant & The Strange Sensation, The Rolling Stones, Shakira, Svien og U2. Det berømte rockband, Bon Jovi vil spille på stedet den 20. juli 2011, hvilket vil blive deres første optræden i Grækenland.
P!nk skulle have optrådt på stadion under hendes I'm Not Dead-turne den 19. juli 2007, men hun aflyste showet på grund af sygdom.
Madonna optrådte foran 75.637 tilskuere ved hendes Sticky & Sweet-turne.
U2 optrådte for 82.662 under deres U2360-turne den 3. september 2010, hvilket gør dette til den mest besøgte koncert i Grækenland nogensinde.

## Galleri
- Den Olympiske ild tændes under åbningsceremonien ved Sommer-OL 2004.
- Åbningsceremoni for de Paralympiske lege